# Distrito de Arcahaie
El distrito de Arcahaie (en francés arrondissement d'Arcahaie; y en criollo haitiano: awondisman Lakayè) es una división administrativa haitiana, que está situada en el departamento de Oeste.

## División territorial
Está formado por el reagrupamiento de dos comunas:
- Arcahaie
- Cabaret